# Луїс Мур'єль
Луї́с Ферна́ндо Мур'є́ль Фру́то (ісп. Luis Fernando Muriel Fruto, нар. 16 квітня 1991, Санто-Томас) — колумбійський футболіст, нападник італійської «Аталанти» та національної збірної Колумбії.

## Клубна кар'єра
Народився 16 квітня 1991 року в місті Санто-Томас. Вихованець юнацьких команд футбольних клубів «Атлетіко Хуніор» та «Депортіво Калі».
У дорослому футболі дебютував 2009 року виступами за команду клубу «Депортіво Калі», в якій провів один сезон, взявши участь у 11 матчах чемпіонату, в яких зміг 9 разів відзначитися забитими голами.
2010 року перспективного форварда підписав італійський «Удінезе», який відразу ж віддав гравця в оренду до іспанської «Гранади», в якій Мар'єль провів наступний сезон своєї ігрової кар'єри.
Влітку 2011 року повернувся в Італію, де провів наступний сезон, граючи також на умовах оренди за «Лечче». 
2012 року, повернувшись з чергової оренди, нарешті дебютував у складі головної команди «Удінезе». Відтоді відіграв за команду з Удіне 57 матчів у національному чемпіонаті.
22 січня 2015 року перейшов до «Сампдорії» на умовах оренди із зобов'язанням викупу, згодом уклав договір з генуезьким клубом до 30 червня 2019 року.
11 липня 2017 року, приєднався до складу іспанської «Севільї».
У 2019 році виступав на правах оренди за «Фіорентину».
Літом того ж року, гравець приєднався до складу італійської «Аталанта».

## Виступи за збірні
Протягом 2009–2011 років залучався до складу молодіжної збірної Колумбії. На молодіжному рівні зіграв у 8 офіційних матчах, забив 4 голи.
2012 року дебютував в офіційних матчах у складі національної збірної Колумбії. Наразі провів у формі головної команди країни 36 матчів, забивши 7 голів.
| Дата       | Місто          | Господарі      | Результат               | Гості     | Турнір                          | Голи | Примітки |
| ---------- | -------------- | -------------- | ----------------------- | --------- | ------------------------------- | ---- | -------- |
| 10-6-2012  | Кіто           | Еквадор        | 1 – 0                   | Колумбія  | Відбір до ЧС 2014               | -    | 73'      |
| 7-2-2013   | Маямі          | Гватемала      | 1 – 4                   | Колумбія  | товариський матч                | 1    |          |
| 11-6-2013  | Барранкілья    | Колумбія       | 1 – 0                   | Перу      | Відбір до ЧС 2014               | -    | 80'      |
| 14-8-2013  | Барселона      | Колумбія       | 1 – 0                   | Сербія    | товариський матч                | -    | 60'      |
| 14-11-2013 | Брюссель       | Бельгія        | 0 – 2                   | Колумбія  | товариський матч                | -    | 60'      |
| 26-6-2015  | Вінья-дель-Мар | Аргентина      | 0 – 0 (5 – 4 п.п.)      | Колумбія  | Копа Америка 2015 - чвертьфінал | -    | 86'      |
| 12-11-2015 | Сантьяго       | Чилі           | 1 – 1                   | Колумбія  | Відбір до ЧС 2018               | -    | 72'      |
| 17-11-2015 | Барранкілья    | Колумбія       | 0 – 1                   | Аргентина | Відбір до ЧС 2018               | -    | 46'      |
| 24-3-2016  | Ла-Пас         | Болівія        | 2 – 3                   | Колумбія  | Відбір до ЧС 2018               | -    | 69'      |
| 1-9-2016   | Барранкілья    | Колумбія       | 2 – 0                   | Венесуела | Відбір до ЧС 2018               | -    | 70'      |
| 6-9-2016   | Манаус         | Бразилія       | 2 – 1                   | Колумбія  | Відбір до ЧС 2018               | -    | 82'      |
| 6-10-2016  | Асунсьйон      | Парагвай       | 0 – 1                   | Колумбія  | Відбір до ЧС 2018               | -    | 77'      |
| 11-10-2016 | Барранкілья    | Колумбія       | 2 – 2                   | Уругвай   | Відбір до ЧС 2018               | -    | 46'      |
| 10-11-2016 | Барранкілья    | Колумбія       | 0 – 0                   | Чилі      | Відбір до ЧС 2018               | -    | 63'      |
| 23-3-2017  | Барранкілья    | Колумбія       | 1 – 0                   | Болівія   | Відбір до ЧС 2018               | -    | 34'      |
| 7-6-2017   | Мурсія         | Іспанія        | 2 – 2                   | Колумбія  | товариський матч                | -    | 80'      |
| 31-8-2017  | Сан-Кристобаль | Венесуела      | 0 – 0                   | Колумбія  | Відбір до ЧС 2018               | -    | 80'      |
| 23-3-2018  | Сен-Дені       | Франція        | 2 – 3                   | Колумбія  | товариський матч                | 1    | 77'      |
| 28-6-2018  | Самара         | Сенегал        | 0 – 1                   | Колумбія  | ЧС 2018 - 1-й етап              | -    | 31'      |
| 3-7-2018   | Москва         | Колумбія       | 1 – 1 д.ч. (3 - 4 п.п.) | Англія    | ЧС 2018 - 1/8 фіналу            | -    | 88'      |
| 7-9-2018   | Маямі-Ґарденс  | Венесуела      | 1 – 2                   | Колумбія  | товариський матч                | -    | 68'      |
| 11-9-2018  | Іст-Ратерфорд  | Аргентина      | 0 – 0                   | Колумбія  | товариський матч                | -    | 63'      |
| 22-3-2019  | Йокогама       | Японія         | 0 – 1                   | Колумбія  | товариський матч                | -    | 79'      |
| 26-3-2019  | Сеул           | Південна Корея | 2 – 1                   | Колумбія  | товариський матч                | -    | 65'      |
| 4-6-2019   | Богота         | Колумбія       | 3 – 0                   | Панама    | товариський матч                | 1    | 46'      |
| 9-6-2019   | Ліма           | Перу           | 0 – 3                   | Колумбія  | товариський матч                | -    | 46'      |
| 15-6-2019  | Сальвадор      | Аргентина      | 0 – 2                   | Колумбія  | Копа Америка 2019 - 1-й етап    | -    | 14'      |
| Усього     |                | Матчів         | 27                      |           | Голів                           | 3    |          |

## Титули і досягнення
- Бронзовий призер Кубка Америки: 2021